# Aleksandr Kokorin
Aleksandr Aleksandrovich Kokorin (em russo: Алекса́ндр Коко́рин, pronunciado [ɐlʲɪˈksandr kɐˈkorʲɪn]; nascido em 19 de março de 1991) é um futebolista russo que atua como centroavante. Atualmente joga no Aris Limassol.

## Carreira

### Início
Embora tenha passado pelas categorias de base do Lokomotiv Moscou, Kokorin foi revelado pelo rival Dínamo de Moscou, tendo subido à equipe profissional em 2008. Em sua primeira passagem pelo Dínamo, o atacante realizou 129 jogos e marcou 25 gols.

### Anzhi e Dínamo de Moscou

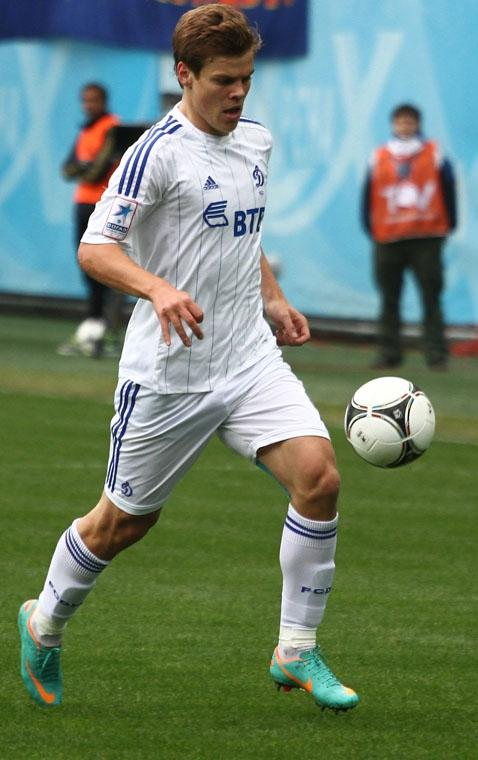
Kokorin atuando pelo Dínamo de Moscou em 2012

Em julho de 2013 foi contratado pelo Anzhi, um novo rico que despontava na época. No entanto, Kokorin nem chegou a entrar em campo pelo clube, que passava por problemas financeiros e acabou tendo que vendê-lo para o Dínamo de Moscou pelos mesmos 19 milhões de euros que pagaram por ele pouco mais de um mês antes. No total, somando as duas passagens, o centroavante disputou 203 jogos pelo Dínamo, com 50 gols marcados, além de 26 assistências distribuídas.

### Zenit e Sochi
Chegou ao Zenit em janeiro de 2016, tendo custado 8 milhões de euros. Foram quatro anos defendendo o clube de São Petersburgo, com 92 jogos, 34 gols e 12 assistências. Em janeiro de 2020 foi emprestado ao Sochi, onde fez 10 jogos, com sete gols e deu três assistências.

### Fiorentina
Foi anunciado pela Fiorentina no dia 27 de janeiro de 2021, por 4,5 milhões de euros. O atacante foi o segundo russo contratado na história do clube, sendo o primeiro Andrey Kanchelskis, em 1997. Kokorin estreou pela Viola no dia 5 de fevereiro, na derrota em casa por 2 a 0 para a Internazionale, em jogo válido pela Serie A.

## Seleção Nacional
Convocado pela Seleção Russa principal entre 2011 e 2017, no total Kokorin disputou 48 partidas e marcou 12 gols pela Rússia. O atacante foi chamado para a Euro 2012, a Copa do Mundo FIFA de 2014 e a Euro 2016.

## Títulos
Zenit
- Copa da Rússia: 2015–16
- Supercopa da Rússia: 2016
- Premier League Russa: 2018–19

Aris Limassol
- Campeonato Cipriota: 2022–23